# Hoàng đế La Mã
Hoàng đế La Mã là danh hiệu mà giới sử học dùng để gọi những người cai trị La Mã trong thời đại đế chế. Về mặt từ nguyên, từ "hoàng đế" (tiếng Anh:Emperor, tiếng Pháp:Empereur) bắt nguồn từ danh hiệu "Imperator" trong tiếng Latin, có nghĩa là "người cai trị đế quốc". Người được xem là hoàng đế La Mã đầu tiên, Augustus, luôn tuyên bố mình là một công dân của nền Cộng hòa chứ không phải một vị vua theo kiểu phương Đông. Giống ông, những Hoàng đế sau đó coi danh hiệu của mình là một chức trách của nguyên thủ quốc gia-công dân thứ nhất, đồng thời là tổng chỉ huy quân đội và trong nhiều trường hợp là cả vai trò trong tôn giáo nhà nước.
Vì lý do trên, danh hiệu hoàng đế La Mã không thực sự là cha truyền con nối ít ra là trên danh nghĩa. Tuy nhiên từ thời Diocletianus, nền cai trị càng lúc càng trở nên có tính cách quân chủ. Đế quốc La Mã bị phân chia làm đôi từ thế kỷ IV và từ đó, trong khi đế quốc Tây La Mã nhanh chóng lụn bại, vị hoàng đế cuối cùng của Roma, Romulus Augustus phải thoái vị năm 476 thì đế quốc Đông La Mã hấp thu các yếu tố Đông phương trong đó có việc quân chủ hóa nền cai trị. Các vị Hoàng đế Byzantine tập trung quyền lực tối cao vào bản thân, gồm cả các yếu tố thần quyền, và tiếp tục trị vì cho tới năm 1453.

## Thống kê
Từ năm 27 trước Công nguyên đến năm 395 sau Công nguyên (năm mà hoàng đế cuối cùng của Đế chế La Mã thống nhất, Theodosius I, qua đời), Đế chế La Mã được cai trị bởi 75 vị hoàng đế. Trong suốt 422 năm, trung bình mỗi hoàng đế chỉ trị vì được khoảng 5,6 năm. Tới 56/75 hoàng đế La Mã chết vì những nguyên nhân phi tự nhiên: bị ám sát (37%), bị giết trong chiến tranh (12%), bị hành quyết (11%), buộc phải tự sát (8%), hoặc bị đầu độc (3%). Hoàng đế Gordian I (lên ngôi năm 238) đã treo cổ tự vẫn bằng thắt lưng sau khi nhận được tin quân đội của mình thất bại, giữ ngôi chỉ được 21 ngày. Một hoàng đế La Mã (Valerian) đã bị xử tử ở Ba Tư. Chỉ có 19 hoàng đế La Mã chết vì những nguyên nhân tự nhiên (thậm chí một số trong đó có thể đã bị ám sát nhưng không có chứng cứ). Sở dĩ việc làm Hoàng đế La Mã nguy hiểm đến vậy vì các nguy cơ đến từ khắp nơi: bị quân đội lật đổ, bị người thân ám sát, các cuộc nội chiến liên miên, hoặc phải cầm quân giao chiến với quân đội nước ngoài...
Trong thời kỳ Tứ đầu chế, một hệ thống đồng cai trị được thiết lập bởi Hoàng đế Diocletian, Đế chế La Mã có 4 hoàng đế cùng một lúc. Trong các cuộc nội chiến La Mã, nhiều người tự tuyên bố mình là hoàng đế vào cùng một thời điểm:
- Năm 69 được gọi là "Năm của bốn Hoàng đế", sau khi Hoàng đế Nero bị buộc phải tự sát.
- Năm 193 được gọi là "Năm của Năm Hoàng đế", sau vụ ám sát Hoàng đế Commodus.
- Năm 238 được gọi là "Năm của sáu Hoàng đế", sau khi Hoàng đế Maximinus Thrax bị sát hại.